# Henry Janeway Hardenbergh
Henry Janeway Hardenbergh (6 de febrero de 1847 - 13 de marzo de 1918) fue un arquitecto estadounidense, especialmente conocido por sus hoteles y edificios de apartamentos.

## Vida y carrera
Hardenbergh nació en Nuevo Brunswick, Nueva Jersey, en el seno de una familia neerlandesa, y estudió en el Instituto Hasbrouck de Jersey City. Realizó prácticas en Nueva York entre 1865 y 1870 bajo Detlef Lienau y, en 1870, abrió su propio estudio.
Gracias a algunos contactos de su familia, obtuvo su primer contrato para construir tres edificios en la Universidad Rutgers en Nuevo Brunswick, Nueva Jersey: la ampliación del Edificio Alexander Johnston (1871) y el diseño y construcción del Edificio de Geología (1872) y de la Capilla Kirkpatrick (1873). El tatarabuelo de Hardenbergh, el Reverendo Jacob Rutsen Hardenbergh, había sido el primer rector de la Universidad de Rutgers entre 1785 y 1790, cuando aún era "Colegio de la Reina" (Queen's College).
Tras ello, fue contratado para el diseño del "Vancorlear" en la calle West 55th, el primer hotel de apartamentos de Nueva York, en 1879. Al año siguiente, fue encargado por Edward S. Clark, presidente en ese momento de la compañía de máquinas de coser Singer Corporation, de construir un complejo de viviendas. Como parte de este trabajo, diseñó el novedoso Edificio de Apartamentos Dakota en Central Park West, ubicado en un lugar en ese momento inusual, muy lejos al norte del centro de la ciudad.
Posteriormente, Hardenbergh recibió encargos para construir el Hotel Waldorf (1893) y el hotel contiguo Astoria (1897), para William Waldorf Astor y la Señora Astor, respectivamente. Los dos compitieron entre sí hasta acabar unidos como Hotel Waldorf-Astoria, que sería demolido en 1929 para la construcción del Empire State Building.
Hardenbergh vivió durante algún tiempo en Bernardsville, Nueva Jersey y murió en su casa de Manhattan el 13 de marzo de 1918. Está enterrado en el cementerio de Woodland, en Stamford, Connecticut.

## Organizaciones
Hardenbergh fue elegido para el Instituto Americano de Arquitectos en 1861 y se convirtió en miembro en 1877. Fue presidente de la Liga de Arquitectura de Nueva York entre 1901 y 1902, y fue miembro de la Academia Nacional de Dibujo. Hardenbergh fue uno de los fundadores de la American Fine Arts Society así como de la Municipal Art Society. También fue miembro de la Sociedad de Escultura y de los Clubs Century, Riding, Grolier y Church.

## Edificios
- 1870: Ampliación del edificio de la Escuela Preparatoria de Rutgers (ahora Edificio Alexander Johnston) en Nuevo Brunswick, Nueva Jersey.
- 1871-1872: biblioteca, capilla[2] y Edificio de Geología, en la Universidad Rutgers, en Nuevo Brunswick, Nueva Jersey.
- 1873: Capilla Memorial Sofía Astley Kirkpatrick en la Universidad Rutgers, Nuevo Brunswick, New Jersey, con ventanas de Louis Comfort Tiffany (reformada en 1916).[4]
- 1873: Suydam Hall en el Seminario Teológico de Nuevo Brunswick en Nueva Brunswick, Nueva Jersey (demolido en 1966).
- 1876: Torre Kingfisher cerca de Cooperstown, Nueva York.
- 1878: Hotel Windsor en Montreal[2] (demolido, excepto el Anexo Norte, en 1975).
- 1879: El Vancolear, calle West 55th con la Séptima Avenida, primer hotel de apartamentos de Nueva York.[2]
- 1879: Loch Ada, 590 Proctor Road, Glen Spey, Lumberland, Condado de Sullivan, Nueva York (demolido en 1996).
- 1879-1880: dos casas de la fila en los números 101 y 103 de la calle West 73rd en Manhattan, Nueva York.[5]
- 1880-1884: Edificio Dakota, situado en Manhattan, Upper West Side, Nueva York (monumento histórico de NYC).[6]
- 1882-1884: Edificio de la Western Union Telegraph, ubicado en el 186 de la Quinta Avenida en la calle 23 en Manhattan, Nueva York.[7]
- 1882-1885: Varias casas de la fila en el 15A-19 y 41-65 de la calle West 73rd en Manhattan, Upper West Side, Nueva York.[5]
- 1883: Hotel Albert (ahora Apartamentos Albert) en Manhattan, Nueva York.[5]
- 1883-1884: 1845 Broadway, en Manhattan, Nueva York.[8]
- 1886-1887: edificios en los números 337 y 339 de la calle East 87th, Manhattan, Nueva York.[9]
- 1888: Edificio Schermerhorn en los números 376-380 de Lafayette Street, Manhattan, Nueva York.
- 1888-1889: edificio de apartamentos en el número 121 de la calle East 89th, incluido en el Distrito Histórico Hardenbergh/Rhinelander.[6]
- 1888-1889: casas en hilera en los números 1340, 1342, 1344, 1346, 1348 y 1350 de la Avenida Lexington, incluidos en el Distrito Histórico Hardenbergh/Rhinelander.[6]
- 1891-1892: American Fine Arts Building, sede de la Liga de Estudiantes de Arte de Nueva York, en Manhattan, Nueva York (monumento histórico de NYC).[6]
- 1893: Hotel Waldorf, ubicado en la calle 34 con la Quinta Avenida, en el centro de Manhattan, Nueva York (demolido en el año 1929 para construir el Edificio del Empire State).
- 1893: Hotel Manhattan, en la esquina noroeste de la Avenida Madison y la calle 42, en Nueva York.
- 1895: Edificio Wolfe, en la calle William con Maiden Lane, Nueva York (demolido en 1974).
- 1897: Hotel Astoria, ubicado en la calle 34 con la Quinta Avenida en el centro de Manhattan, Nueva York (demolido en 1929 para construir el Edificio del Empire State).
- 1897: Complejo de viviendas William Murray, ubicado en los números 13-15 de la calle West 54th, Manhattan, Nueva York (monumento histórico de NYC).[6]
- 1897-1900: Hotel Martinique en Broadway, Manhattan, Nueva York (ampliado en 1907-1911)[5] uno de los monumentos históricos de NYC.[6]
- 1901: Hotel Willard en Washington D. C.
- 1902: Isla Sunnyside, en las Islas Thousand, Nueva York.
- 1902-1904: Edificio Whitehall, en Manhattan, Nueva York (monumento histórico de NYC).[6]
- 1903: Casa Preston B. Moss, en el número 914 de la calle División, Billings, Montana.
- 1904: Iglesia de Todos Los Ángeles, Manhattan, Nueva York.
- 1904: Edificio de la Van Norden Trust Company, en el número 751 de la Quinta Avenida, Nueva York, demolido.[10]
- 1905-1907: Hotel Plaza, en la esquina de la Quinta Avenida y Central Park Sur (calle West 59th), en el centro de Manhattan, Nueva York[11] monumento histórico de NYC.[6]
- 1908: Iglesia Episcopaliana de la Trinidad, en York Harbor, Maine.
- 1910: Laboratorio Físico Palmer, en la Universidad de Princeton.[12]
- 1911: Hotel Raleigh en el número 1111 de la Avenida Pensilvania, en Washington D. C. (demolido en 1965).
- 1912: Hotel Copley Plaza en Boston, Massachusetts.
- 1912: Edificio de la Stamford Trust Company, en el número 300 de Main St, Stamford, Connecticut.[13]
- 1914: Estadio Palmer, el estadio de fútbol y pista de atletismo de la Universidad de Princeton, Princeton, Nueva Jersey (demolido en 1998).[14]
- 1915: Edificio de la Consolidated Edison Company, en Manhattan, Nueva York (solo el edificio, no la torre).
- 1917-1918: Sede de la New Jersey Zinc Company, Maiden Lane, Manhattan, Nueva York.

## Galería de imágenes

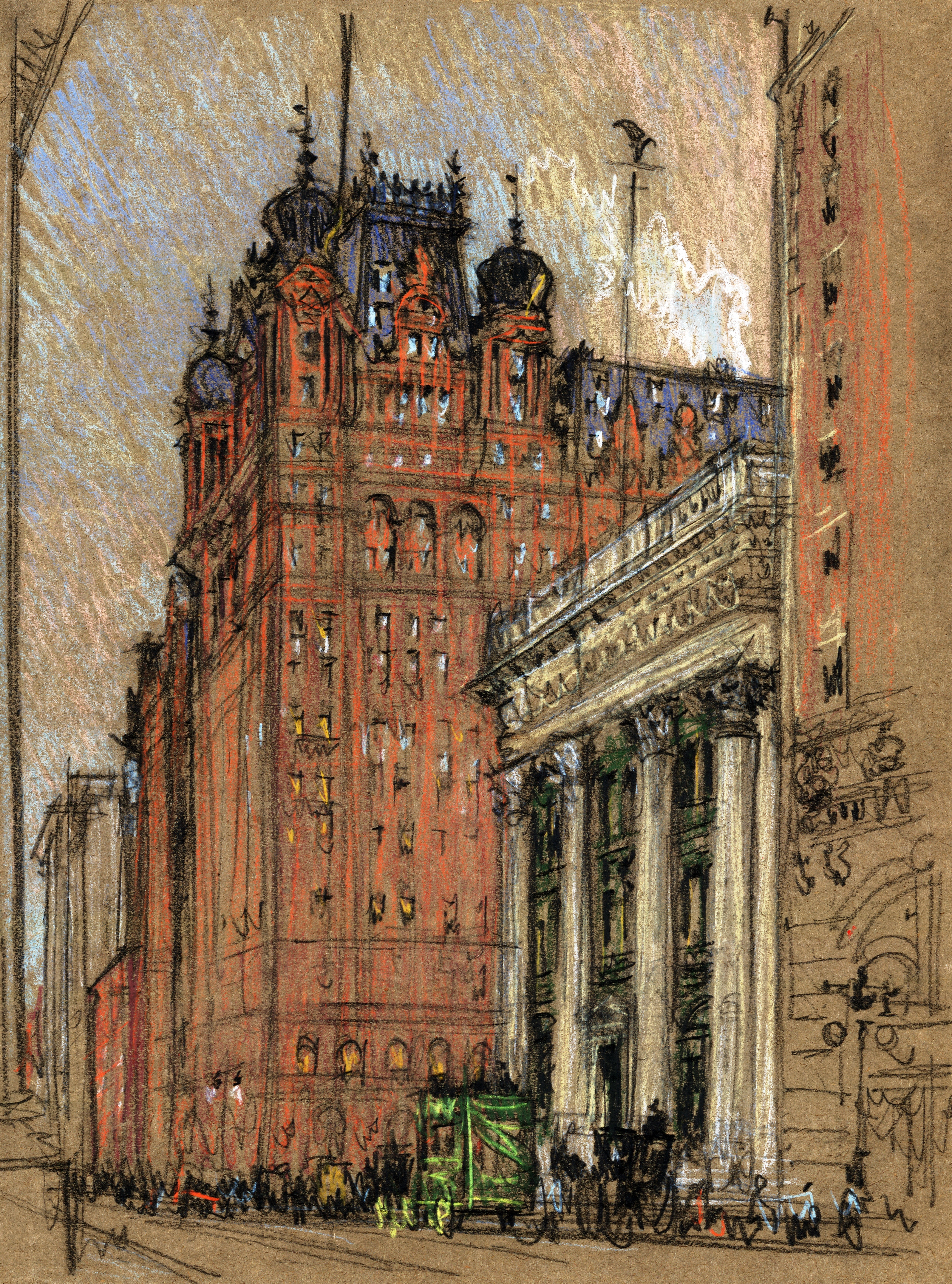
El Waldorf-Astoria en su ubicación original, la Quinta Avenida con la calle 34. Dibujo de Joseph Pennell, c. 1904-08.
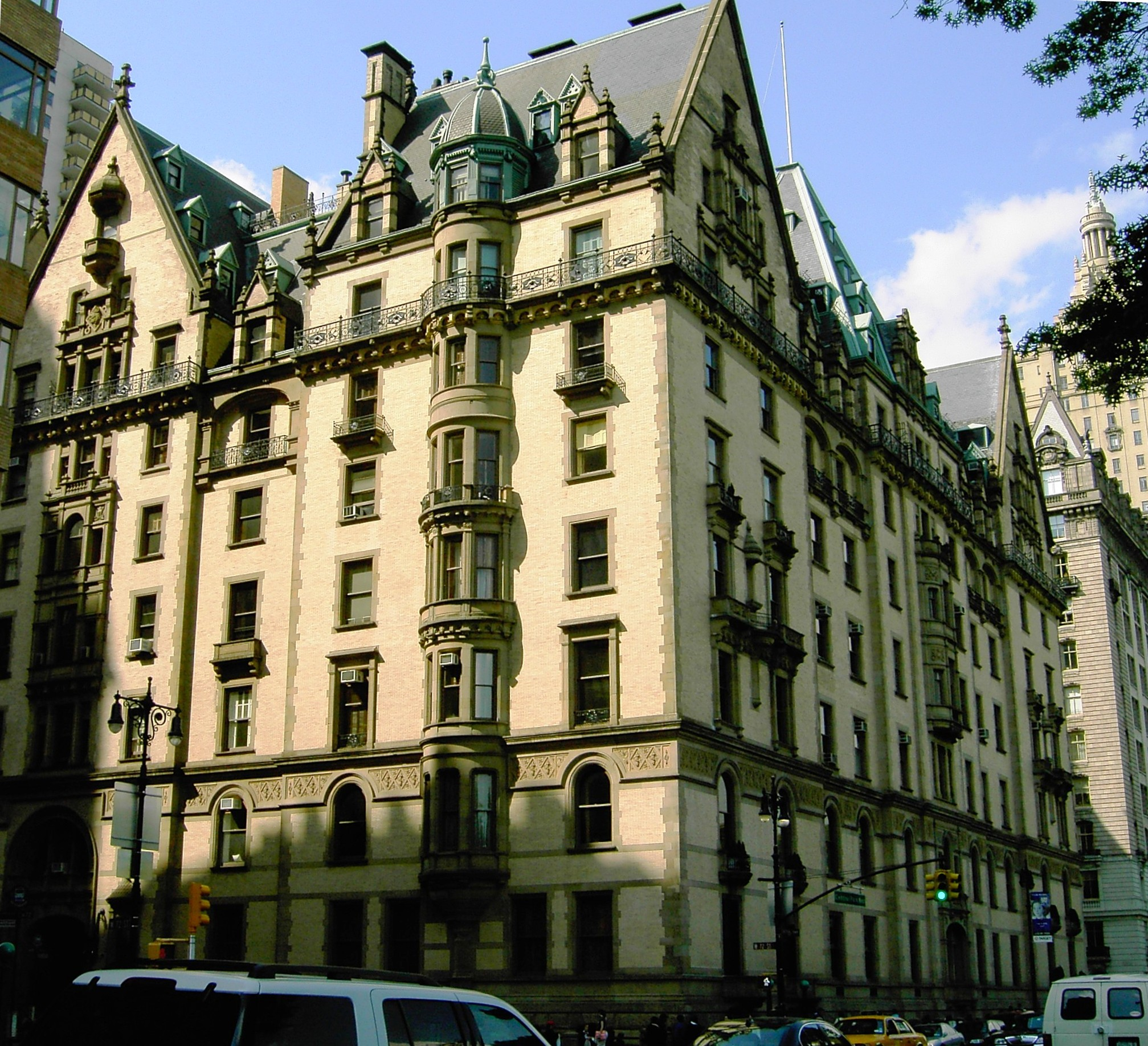
El Edificio Dakota, en la parte alta de la ciudad, cuando fue construido se hacía el chiste de que casi estaba en el Territorio de Dakota
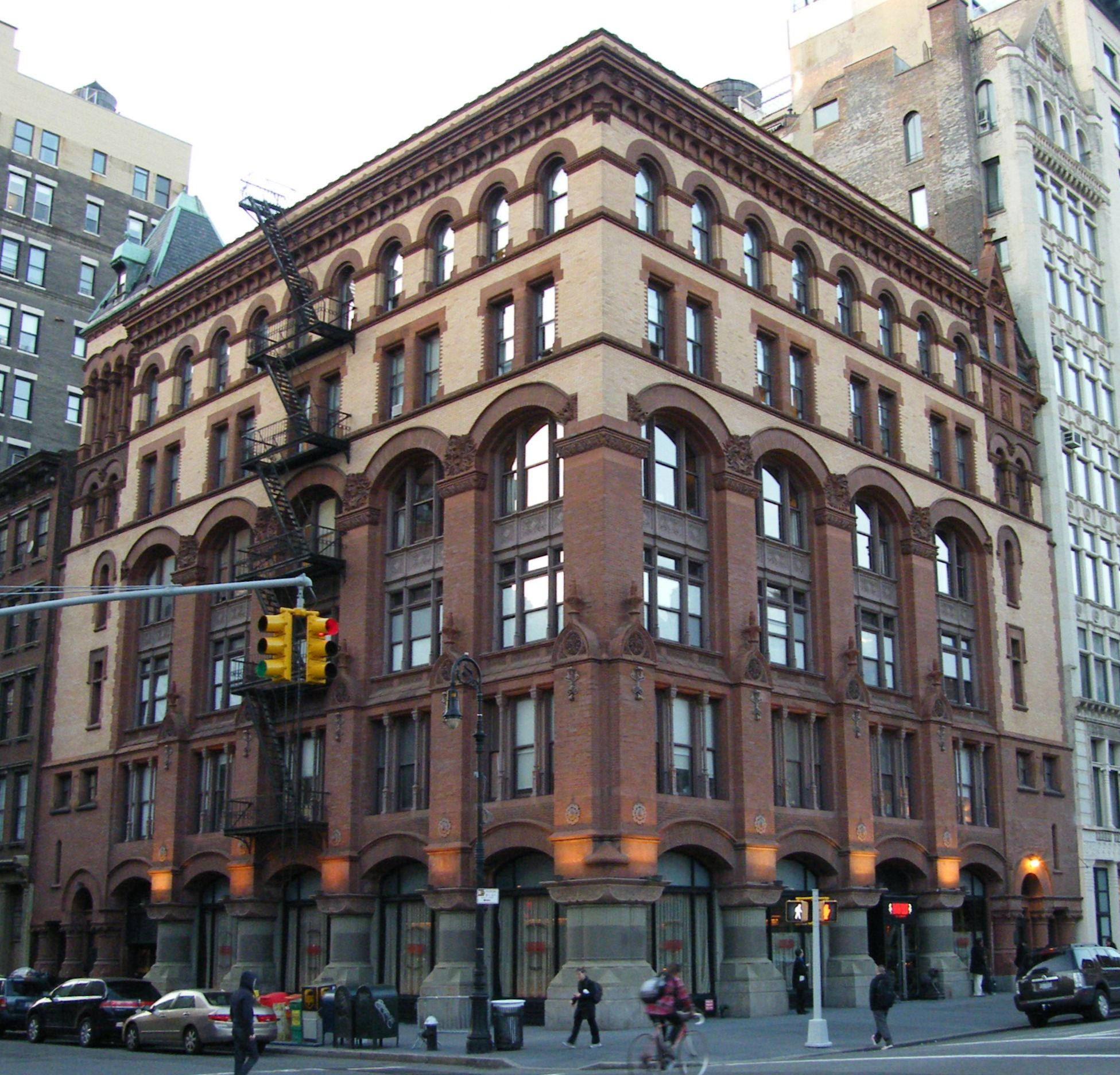
Edificio Schermerhorn (1888)
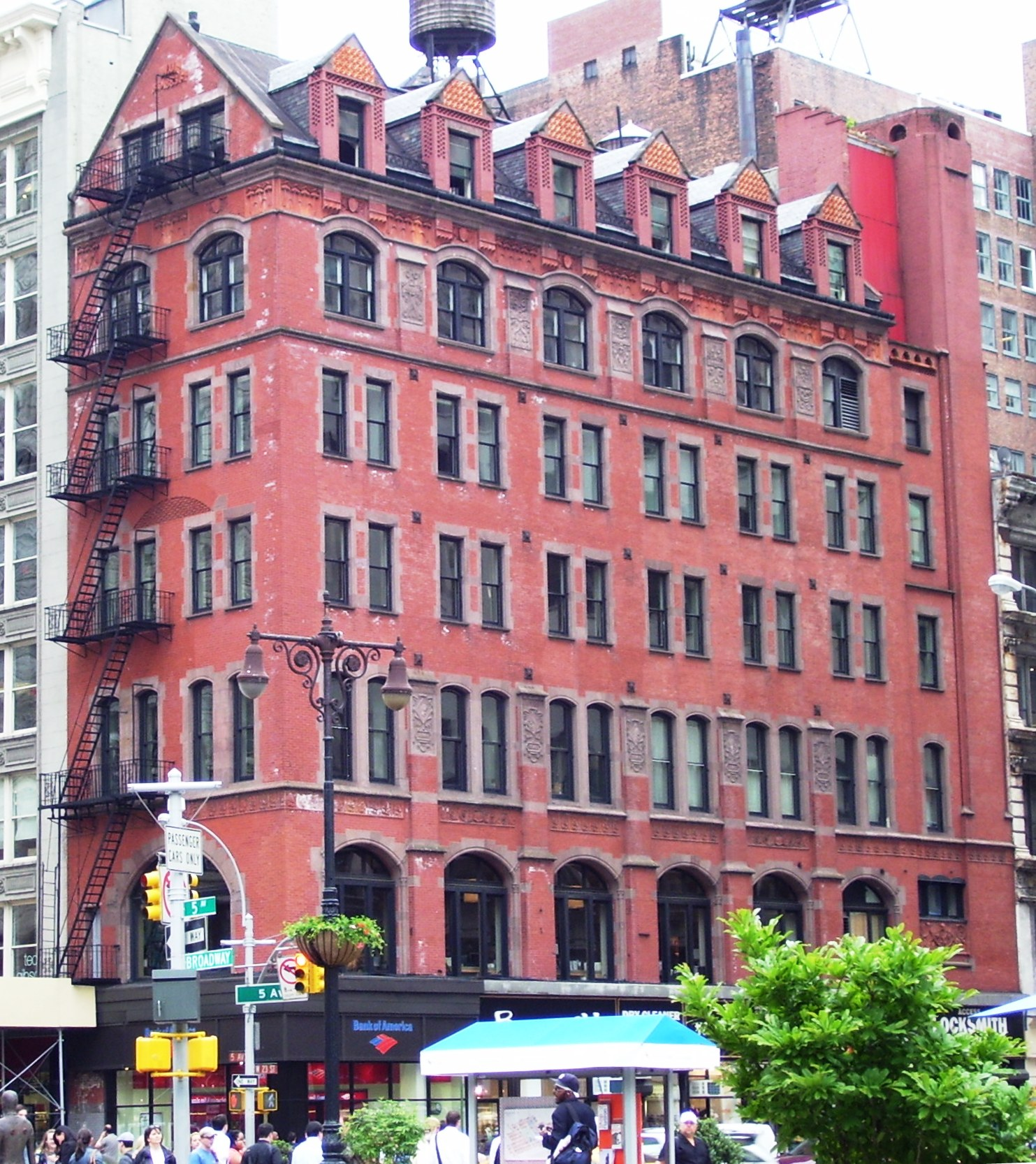
Edificio de la Western Union Telegraph Company (1882-84)
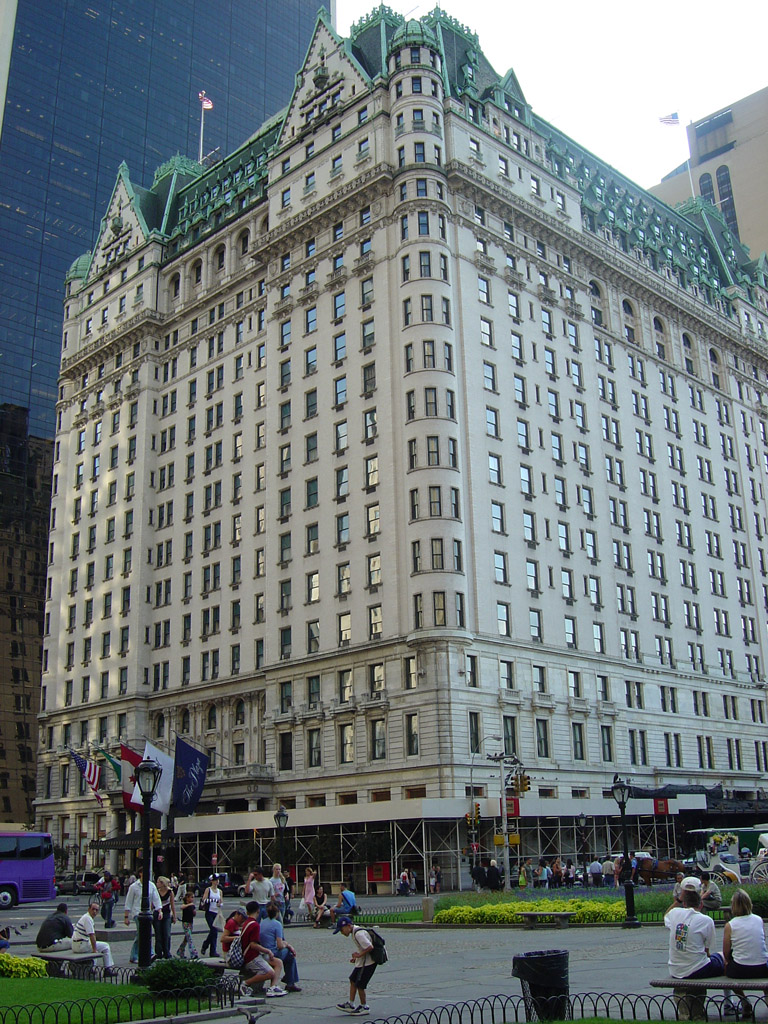
El Plaza Hotel (1905-07)
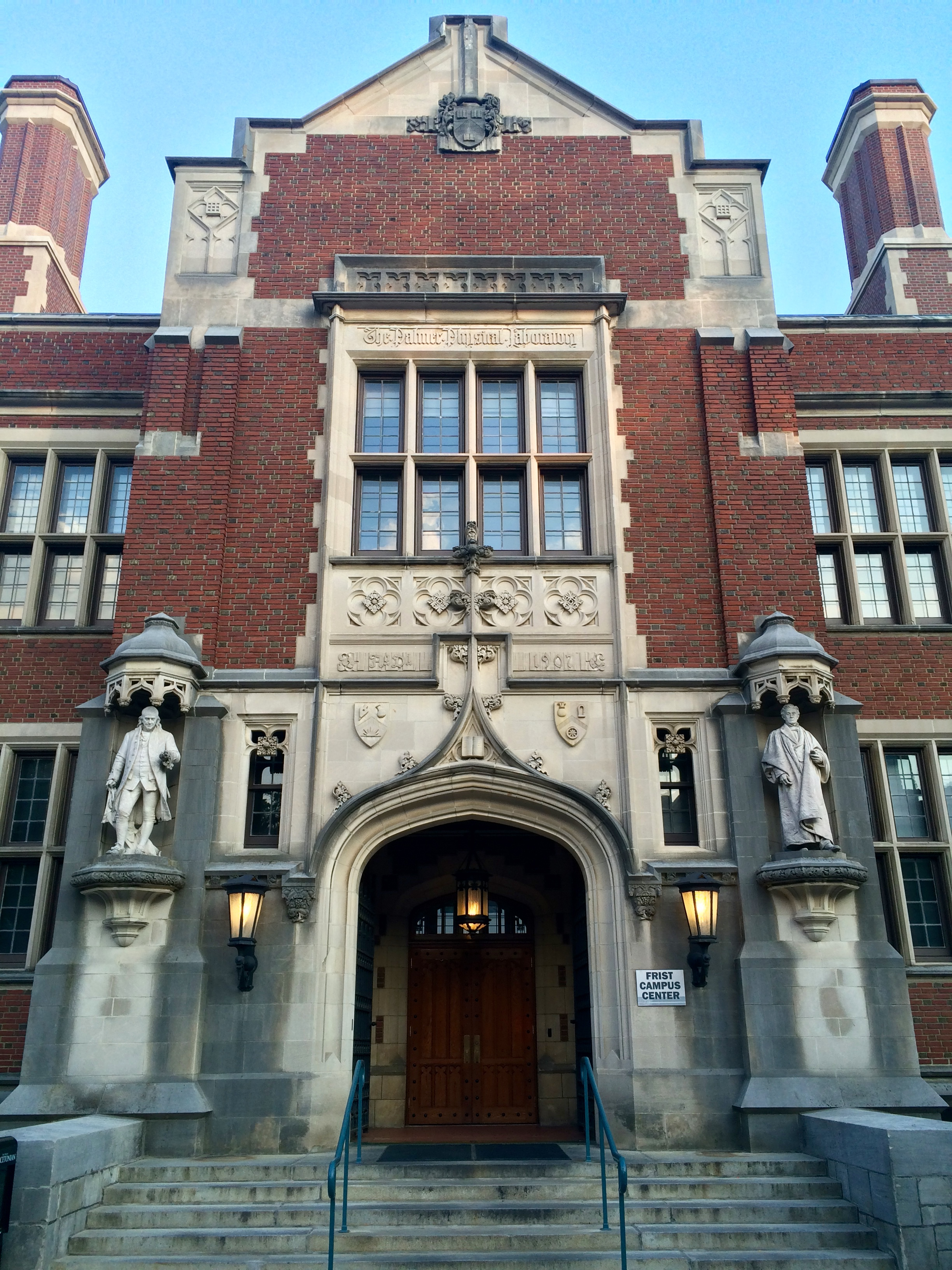
Laboratorio de Física Palmer (1910) en la Universidad de Princeton